# Холл (округ, Джорджия)
Холл (англ. Hall County) — округ штата Джорджия, США. Население округа на 2010 год составляло 179 684 человека. Административный центр округа — город Гейнсвилл.

## История
Округ Холл основан в 1818 году.

## География
Округ занимает площадь 1020.5 км2.

## Демография
Согласно Бюро переписи населения США, в округе Холл в 2000 году проживало 139 277 человек. Плотность населения составляла 136.5 человек на квадратный километр.